# بودافوک-تتنی
بودافوک-تِتِنْی (به مجاری:  Budafok-Tétény) ناحیهٔ ۲۲ از ۲۳ ناحیهٔ بوداپست در مجارستان است. بودافوک-تتنی ۳۴٫۷۵ کیلومتر مربع مساحت و طبق آمار اول ژانویهٔ سال ۲۰۱۹، ۵۵٬۱۱۲ نفر جمعیت دارد.